# The SpongeBob SquarePants Movie (игра)
The SpongeBob SquarePants Movie — компьютерная игра 2004 года, основанная на мультфильме того же года.

## Игровой процесс

### Консольные версии
Игровой процесс похож на геймплей игры SpongeBob SquarePants: Battle for Bikini Bottom, поскольку он был создан с использованием того же движка и имеет много общего. В игре 18 уровней, вольно повторяющих сюжетную линию фильма. Игрок управляет Губкой Бобом Квадратные Штаны и Патриком Старом; у каждого есть свой уникальный набор способностей. Каждый уровень содержит основную цель и побочные задания.

### Версия для ПК
Игровой процесс имеет особенности, напоминающие приключенческие игры типа Point-and-click (подобные тем, что были в SpongeBob SquarePants: Employee of the Month и ПК-версии SpongeBob SquarePants: Lights, Camera, Pants!). Игра состоит из 8 глав, которые в общих чертах повторяют сюжет фильма, а дополнительные детали истории описываются в кат-сценах между главами, в которых диктор рассказывает происходящее, и показываются неподвижные изображения.

### GBA
Игра для GBA представляет собой 2D-платформер, разделённый на 6 миров, через которые нужно пройти, а также множество бонусных уровней и босс в конце каждого мира. В отличие от консольных версий, здесь есть система жизней, а функции сохранения нет; вместо этого игрокам даются различные пароли от уровней по мере прохождения игры. Как и в версии для ПК, история рассказывается с помощью неподвижных изображений, но на этот раз с текстом на экране.

## Синопсис
Сюжет игры основан на фильме, хотя иногда и допускает вольности. Планктон крадёт корону Нептуна, и Губка Боб с Патриком должны вернуть её и спасти Бикини Боттом.

## Отзывы
| Сводный рейтинг    | Сводный рейтинг | Сводный рейтинг | Сводный рейтинг | Сводный рейтинг | Сводный рейтинг | Сводный рейтинг |
| Издание            | Оценка          | Оценка          | Оценка          | Оценка          | Оценка          | Оценка          |
| Издание            | GBA             | GC              | PC              | PS2             | Xbox            | Мобильные       |
| ------------------ | --------------- | --------------- | --------------- | --------------- | --------------- | --------------- |
| GameRankings       | 53 %            | 70,90 %         | N/A             | 71,89 %         | 70,46 %         | N/A             |
| Metacritic         | N/A             | 73/100          | 67/100          | 75/100          | 74/100          | N/A             |
| Иноязычные издания |                 |                 |                 |                 |                 |                 |
| Издание            | Оценка          | Оценка          | Оценка          | Оценка          | Оценка          | Оценка          |
| Издание            | GBA             | GC              | PC              | PS2             | Xbox            | Мобильные       |
| CGW                | N/A             | N/A             | [ 9 ]           | N/A             | N/A             | N/A             |
| CVG                | N/A             | N/A             | N/A             | N/A             | 6/10            | N/A             |
| Game Informer      | N/A             | 60/100          | N/A             | N/A             | N/A             | N/A             |
| GameZone           | 6,5/10          | 8/10            | 7,5/10          | N/A             | 6,9/10          | N/A             |
| IGN                | N/A             | 7,8/10          | N/A             | 7,8/10          | 7,8/10          | 6,8/10          |
| Nintendo Power     | 58/100          | 72/100          | N/A             | N/A             | N/A             | N/A             |
| OPM                | N/A             | N/A             | N/A             | 60/100          | N/A             | N/A             |
| OXM                | N/A             | N/A             | N/A             | N/A             | 8,9/10          | N/A             |
| TeamXbox           | N/A             | N/A             | N/A             | N/A             | 7,4/10          | N/A             |
| Play               | N/A             | N/A             | N/A             | N/A             | 75/100          | N/A             |

На сайте-агрегаторе рецензий Metacritic версии игры для GameCube, ПК и Xbox получили «смешанные или средние отзывы», а версия на PS2 получила «в целом положительные отзывы». На GameRankings версия GBA имеет рейтинг 53 процента.